# José Villalobos
José Miguel Villalobos Chan (5 giugno 1981) è un calciatore costaricano, difensore del Club Sport Cartaginés.

## Carriera

### Nazionale
Gioca con la selezione olimpica le olimpiadi di Atene 2004, nelle quali gioca quattro partite segnando un gol, contro il Portogallo.